# Минин и Пожарский (фильм)
«Минин и Пожарский» — советский исторический художественный фильм 1939 года об организации купцом Кузьмой Мининым и воеводой Д. М. Пожарским Второго народного ополчения во время польской интервенции в 1611—1612 годах. Экранизация повести Виктора Борисовича Шкловского «Русские в начале XVII века».
В 1963 году фильм был «восстановлен» — то есть подвергнут цензуре, после чего его продолжительность со 134 минут уменьшилась до 109 минут.

## Сюжет
Действие фильма начинается летом 1610 года в разорённой польскими интервентами сельской местности. Туда на телеге приезжают купцы Кузьма Минин и Нелюб Овцын. Минин находит на пожарище раненого крестьянина Романа и отвозит его подальше от сожжённой деревни. По пути Роман оживает и беседует с купцами, причём Минин высказывает мысль о том, что надо спасать Русь от поляков. Роман прощается с купцами и уходит. Зимой дорога приводит его в подмосковный монастырь, где он встречает князя Дмитрия Пожарского и на время сторожит лошадей по просьбе холопа Степана. Но неожиданно приезжает в монастырь на постой дворянин Григорий Орлов (бывший хозяин Романа), и Роман прячется на конюшне. Степан узнаёт правду про Романа и, найдя его на конюшне, вступает в драку с крестьянином. Но на конюшню входит князь Пожарский и останавливает драку, а заодно и советует Роману идти в Москву на его двор.
Роман уходит, а князь приходит в свои покои и видит, что Орлов уже навеселе и вплотную занят поеданием монастырских запасов. Князь собирается почивать, но дворянин пытается завязать беседу с ним и даже уговаривает выпить вместе с ним. Пожарский непреклонен, и тогда Орлов в досаде садится за стол и пьёт пиво. Но в этот момент один из его слуг сообщает о просителе, и дворянин выходит наружу, где сталкивается с греческим монахом. Тот даёт Орлову письмо, адресованное к командиру польского гарнизона Кремля, и дворянин соглашается доставить его в Москву.
Дальше действие происходит у Сретенских ворот Москвы, через которые никого не пропускают ляхи и даже опрокидывают в реку возы с брёвнами. Причём Романа наглым образом обыскивают, а Орлов безо всяких препятствий проезжает в город, что вызывает недовольство народа. Одновременно на стене Кремля бояре обсуждают дела со старостой усвятским Яном Сапегой. Но тут появляется Григорий Орлов и подаёт письмо Сапеге, а заодно и остаётся в Кремле вместе с интервентами и боярами-предателями. В письме говорится о подходе Первого ополчения к Москве и готовящемся восстании во главе с князем Пожарским. Сапега отдаёт приказ о подожжении Москвы, и поляки приступают к его выполнению.
Роман приводит толпу крестьян на двор князя Пожарского и находившийся там удалой воевода приказывает им поднимать восстание против интервентов. Сами поляки попадают в засаду и их забрасывают брёвнами. В то время, как в некоторых местах пытаются потушить пожар, а Пожарский ведёт толпу крестьян к позициям старого пушкаря — повстанца Фёдора Зотова, из ворот Кремля выходит польская пехота и вступает в бой с восставшими. Князь получает огнестрельное ранение, а на помощь ляхам приходит новый отряд пехоты. Несмотря на предостережения Зотова, Пожарский ведёт своих людей в атаку, которая заканчивается неудачей.
В итоге бо́льшая часть восставших, среди которых находится Роман, отступает из города и одновременно жена Пожарского сопровождает своего раненого мужа на санях, везя его в родовое имение. Но навстречу им являются передовые отряды Первого земского ополчения, ведомого рязанским воеводой Прокопием Ляпуновым. Ляпунов встречает сани Дмитрия Пожарского и, выслушивая упрёки княгини, пытается объясниться перед нею, ссылаясь на конфликт с боярином Дмитрием Трубецким и атаманом Иваном Заруцким. Затем Степан и княгиня помогают встать в полный рост на санях Пожарскому и показывают ему разорённую и сожжённую Москву и отступление крестьян из города. Князь в сожалении падает в обморок.
Проходит некоторое время. Поляки берут Смоленск, шведы захватывают Новгород, а казаки атамана Заруцкого убивают Прокопия Ляпунова, что вызывает распад Первого ополчения. Наступает осень 1611 года и Минин у земской избы собирает нижегородцев. Купец пытается объяснить идею созыва нового ополчения, но его идея встречается в штыки другими купцами во главе с Нелюбом. Нелюб на городском собрании у стен Кремля продолжает выступать против идеи Минина, но тот остаётся непреклонным и предлагает собрать деньги на ополчение. Вдруг на площади появляется старый нищий и отдаёт Минину все свои деньги, что вызывает мощный патриотический порыв. В итоге создаётся Второе ополчение во главе с Кузьмой Мининым и Дмитрием Пожарским и идёт походом на Москву.
Польский король Сигизмунд Ваза узнаёт об этом и просит совета у иезуита де Малло, что, будучи переодетым монахом, передал письмо Орлову. Иезуит высказывает мысль об убийстве Пожарского, а литовский гетман Ян Кароль Ходкевич вызывается в поход на Москву. Тем временем Степан под воздействием уговоров соглашается убить князя и пытается это сделать во время прихода в лагерь Второго ополчения шведских наёмников. Но оказавшийся среди ополченцев Роман спасает князя, сообщая ему о делах в лагере князя Трубецкого и атамана Заруцкого и походе на Москву гетмана Ходкевича, и тот продолжает поход на Москву.
Тем временем Орлов проникает в лагерь Первого ополчения и беседует с боярином Дмитрием Трубецким и атаманом Иваном Заруцким. Второе ополчение подходит к Первопрестольной и громит передовые отряды литовского гетмана. Сам гетман ночью обсуждает план завтрашнего боя и уверен в своей победе. Одновременно холоп — предатель Степан и дворянин Орлов пытаются незаметно проникнуть с отрядом ляхов в Москву, но попадают в засаду, устроенную князем Пожарским. Роман убивает Орлова и приказывает казнить Степана.
Утром следующего дня туман на время охватывает Москву, причём конница ополченцев переходит реку, и одновременно начинается решающее сражение. Князь Пожарский вначале устанавливает пушки на укреплённых позициях у старого пушкаря Зотова и произносит речь перед войском. Одновременно литовский гетман, на сторону которого перешли уже к тому времени шведские наёмники, отдаёт приказ о наступлении. Пушкари и стрелки ополчения начинают обстреливать ляхов, а затем начинается рукопашный бой между вооружёнными бердышами ополченцами и наёмниками. Гетман пытается помочь им с помощью шляхетского подкрепления, но всё безуспешно.
Тогда Ходкевич пытается прорваться к переправе, а крылатые гусары наносят удар по позициям ополченцев, весьма удачный. Недовольные выжиданием Трубецкого и Заруцкого казаки переходят на сторону ополченцев, а в то же время польские гарнизонные солдаты Кремля стреляют из пушек и выходят со знамёнами и радостными песнопениями из ворот. Но Пожарский и Минин придумывают план, как разгромить врага. Они осуществляют контрнаступление, где основную роль сыграла кавалерия ополчения, и ломают боевые порядки ляхов. Гетман скрывается с поля битвы, а его разгромленный отряд с позором бежит. Польский гарнизон Кремля сдаётся, а ополчение с победой вступает в Москву.
Фильм завершается речью Минина и Пожарского при всём народе на Лобном месте.

## В ролях
- Александр Ханов — Кузьма Минин
- Борис Ливанов — князь Дмитрий Пожарский
- Борис Чирков —  крестьянин-ополченец Роман
- Иван Чувелев — Васька
- Анатолий Горюнов — литовский гетман Ян Кароль Ходкевич
- Лев Свердлин —  дворянин-предатель Григорий Орлов
- Нина Никитина — Палашка
- Михаил Астангов — король Польши Сигизмунд III Ваза
- Елизавета Кузюрина — жена Пожарского Прасковья Варфоломеевна
- Владимир Москвин — Степан Хорошев, стремянной холоп
- Николай Гладков — Игалютов

- Николай Никитич — Фёдор Зотов
- Галина Фролова — крестьянка
- Евгений Гуров —  иезуит де Малло
- Михаил Глузский — дворовый Пожарского
- Владимир Дорофеев — Нелюб Овцын
- Сергей Комаров — князь Дмитрий Трубецкой
- Пётр Соболевский — Аноха
- Владимир Уральский — дьяк
- Лев Фенин — лейтенант Смит, шведский наёмник
- Евгений Калужский — атаман Иван Заруцкий
- Николай Кутузов — писарь
- Андрей Файт — поляк
- Анатолий Папанов — крестьянский мальчик

## Съёмочная группа
- Режиссёры:
  - Пудовкин, Всеволод Илларионович
  - Доллер, Михаил Иванович
- Автор сценария: Шкловский, Виктор Борисович
- Главный оператор: Головня, Анатолий Дмитриевич
- Второй оператор: Лобова, Тамара Григорьевна
- Главный художник: Уткин, Алексей Александрович
- Композитор: Шапорин, Юрий Александрович

## Технические данные
- Производство: Мосфильм, съёмки начались 2 февраля 1939 года, метраж — 3647 м, метраж версии 1963 года — 2998 м.
- Художественный фильм, чёрно-белый.

## Признание
Сталинская премия I степени (1941).